# Маслаи, Лайош
Лайош Маслаи (венг. Maszlay Lajos; 2 октября 1903 — 1 декабря 1979) — венгерский фехтовальщик, чемпион мира и призёр Олимпийских игр.
Родился в Будапеште. В 1931 году поступил в военную академию «Людовика». В 1933 году завоевал золотую и бронзовую медали международного фехтовального турнира в Будапеште, в 1935 году повторил этот результат на аналогичном турнире в Лозанне (в 1937 году эти турниры задним числом были признаны чемпионатами мира). В 1936 году принял участие в Олимпийских играх в Берлине, но не завоевал медалей. В 1937 году он принял участие в проведённом в Париже первом официальном чемпионате мира по фехтованию, где стал обладателем золотой медали
После Второй мировой войны Лайош Маслаи продолжил завоёвывать медали чемпионатов высокого уровня. В 1948 году он стал бронзовым призёром Олимпийских играх в Лондоне, в 1952 — Олимпийских играх в Хельсинки, а в 1953 году завоевал бронзовую медаль чемпионата мира, после чего завершил спортивную карьеру.